# Ísafjörðurs flygplats
Ísafjörðurs flygplats är en flygplats i republiken Island.   Den ligger i regionen Västfjordarna, i den västra delen av landet, 220 km norr om huvudstaden Reykjavik. Ísafjörðurs flygplats ligger 10 meter över havet.